# Blythedale
Blythedale és una població dels Estats Units a l'estat de Missouri. Segons el cens del 2000 tenia 233 habitants.

## Demografia
Segons el cens del 2000, Blythedale tenia 233 habitants, 100 habitatges, i 67 famílies. La densitat de població era de 290,2 habitants per km².
Dels 100 habitatges en un 30% hi vivien nens de menys de 18 anys, en un 48% hi vivien parelles casades, en un 8% dones solteres, i en un 33% no eren unitats familiars. En el 29% dels habitatges hi vivien persones soles el 22% de les quals corresponia a persones de 65 anys o més que vivien soles. El nombre mitjà de persones vivint en cada habitatge era de 2,33 i el nombre mitjà de persones que vivien en cada família era de 2,76.
Per edats la població es repartia de la següent manera: un 26,2% tenia menys de 18 anys, un 8,2% entre 18 i 24, un 26,6% entre 25 i 44, un 19,7% de 45 a 60 i un 19,3% 65 anys o més.
L'edat mediana era de 38 anys. Per cada 100 dones de 18 o més anys hi havia 97,7 homes.
La renda mediana per habitatge era de 25.417 $ i la renda mediana per família de 27.500 $. Els homes tenien una renda mediana de 25.000 $ mentre que les dones 13.438 $. La renda per capita de la població era d'11.281 $. Entorn del 26,8% de les famílies i el 32,4% de la població estaven per davall del llindar de pobresa.

## Poblacions més properes
El següent diagrama mostra les poblacions més properes.